# Пласидо Галиндо
Пласидо Рејналдо Галиндо Пандо (9. март 1906. — 22. октобар 1988) био је перуански фудбалски везњак који је играо за Перу на ФИФА-ином светском првенству 1930. године, где је такође постао први играч који је добио црвени картон на светском првенству. Такође је био играч, тренер и председник Универзитарио де Депортеса.

## Универзитарио де Депортес
Пласидо Галиндо је играо за Универзитарио де Депортес од 1924. до 1933. године. Као део групе студената Универзитета у Сан Маркосу основао је 1924. Федерацију Универзитетског фудбала (Federación Universitaria de Fútbol). Клуб је играо пријатељске мечеве све док није примљен у прву перуанску лигу 1928. године, у којој је завршио као другопласирани. Следеће године Галиндо и клуб су освојили су титулу у првој перуанској лиги.
Галиндо је био део перуанско-чилеанског XI, састава перуанских и чилеанских фудбалера Алианца Лиме, Атлетико Чалака, Коло-Кола и Универзитарио де Депортеса који су одиграли 39 пријатељских утакмица у Европи између септембра 1933. и марта 1934. Његов последњи меч био је против Мадрида XI 8. децембра 1933.
Са Галиндом као тренером, Универзитарио је освојио перуанску прву лигу 1934 .
Галиндо је био председник Универзитарио де Депортеса 1954—1956, 1956—1958 и 1958—1963. Током његовог председниковања клуб је освојио титуле Перуа 1959. и 1960. године.

## Фудбалска репрезентација Перуа
Тренер фудбалске репрезентације Перуа Франциско Бру позвао је Галинда за Светско првенство 1930. године. Галиндо је такође учествовао на првенству Јужне Америке 1929. године.